# 北華盛頓 (科羅拉多州)
北華盛頓（英語：North Washington）是位於美國科羅拉多州亞當斯縣的一個人口普查指定地區。

## 地理
北華盛頓的座標為39°48′19″N 104°58′55″W / 39.80528°N 104.98194°W，而該地最高點為海拔高度1583米（即5194英尺）。

## 人口
根據2010年美國人口普查的數據，北華盛頓的面積為13.9平方千米，當中陸地面積為13.5平方千米，而水域面積為0.4平方千米。當地共有人口484人，而人口密度為每平方千米34人。